# Plácido Galindo
Plácido Galindo (Lima, 9 de marzo de 1906-Lima, 22 de octubre de 1988) fue un futbolista, director técnico y abogado peruano. Jugaba en la posición de centrocampista. También fue entrenador, presidente y uno de los fundadores de Universitario de Deportes.

## Trayectoria
Sus padres fueron Plácido Galindo Fernández y Hortencia Pardo.
Fue uno de los primeros jugadores de Universitario, ocupó la posición de volante y conformó la línea defensiva junto a Eduardo Astengo y Alberto Denegri. Disputó más de 100 partidos con el cuadro estudiantil desde 1924 hasta 1933.
Fue el primer jugador expulsado en una Copa del Mundo, en el partido entre Perú y Rumania, del Mundial de Uruguay 1930. Sin embargo, no fue suspendido y jugó el siguiente partido contra Uruguay.Desde 1934, empezó su carrera como entrenador deportivo y luego como dirigente de la U. 
En 1955, fue elegido como presidente de la Asociación Central de Fútbol (ACF), antigua denominación de la actual Asociación Deportiva de Fútbol Profesional (ADFP).En 1962 fue nuevamente presidente de la ADFP hasta 1964.
Falleció el 22 de octubre de 1988, a los 82 años, en el distrito limeño de San Isidro. Estuvo casado con Consuelo Doig Dansay. Por su trayectoria como dirigente del fútbol peruano, se nombraron torneos en su memoria, como el Torneo Plácido Galindo de 1989.

## Selección nacional
Fue internacional con la selección de fútbol del Perú. Fue convocado por el entrenador Francisco Bru para participar en la Copa Mundial de Fútbol de 1930, disputada en Uruguay, siendo eliminados en la primera fase tras no conseguir victorias. En el partido de la derrota peruana contra Rumania 3 a 1, en el estadio Pocitos, el árbitro chileno Alberto Warnken lo expulsó del campo de juego, convirtiéndose en el primer jugador de la historia de los Mundiales de Fútbol en ser expulsado; aunque se ha puesto en duda esta información.  También formó parte de la plantilla que participó en el Campeonato Sudamericano 1929, donde el seleccionado peruano ocupó el cuarto lugar.

### Participaciones en Copas del Mundo
| Mundial                        | Sede    | Resultado    |
| ------------------------------ | ------- | ------------ |
| Copa Mundial de Fútbol de 1930 | Uruguay | Primera fase |

### Participaciones en el Campeonato Sudamericano
| Campeonato                   | Sede      | Resultado    |
| ---------------------------- | --------- | ------------ |
| Campeonato Sudamericano 1929 | Argentina | Cuarto lugar |

## Palmarés

### Como futbolista

#### Campeonatos nacionales
| Título                       | Club                      | País | Año  |
| ---------------------------- | ------------------------- | ---- | ---- |
| Campeonato Peruano de Fútbol | Universitario de Deportes | Perú | 1929 |
| Campeonato Peruano de Fútbol | Universitario de Deportes | Perú | 1934 |

### Como entrenador

#### Campeonatos nacionales
| Título                       | Club                      | País | Año  |
| ---------------------------- | ------------------------- | ---- | ---- |
| Campeonato Peruano de Fútbol | Universitario de Deportes | Perú | 1934 |